# 吕南 (阿摩尔滨海省)
吕南（法語：Runan，法語發音：[ʁynɑ̃] ⓘ）是法国阿摩尔滨海省的一个市镇，位于该省西北部，属于甘冈区和甘冈城市圈。

## 地理
吕南（48°41'36"N, 3°12'42"W）面积5.12 平方千米，位于法国布列塔尼大區阿摩尔滨海省，该省份为法国西北部沿海省份，位于布列塔尼半岛北部，北濒大西洋英吉利海峡，西接菲尼斯泰尔省，南至莫尔比昂省，东临伊勒-维莱讷省。
与吕南接壤的市镇（或旧市镇、城区）包括：布雷利迪、科阿塔斯科恩、普洛埃扎勒、普卢埃克迪特里约、普拉特、拉罗什若迪。

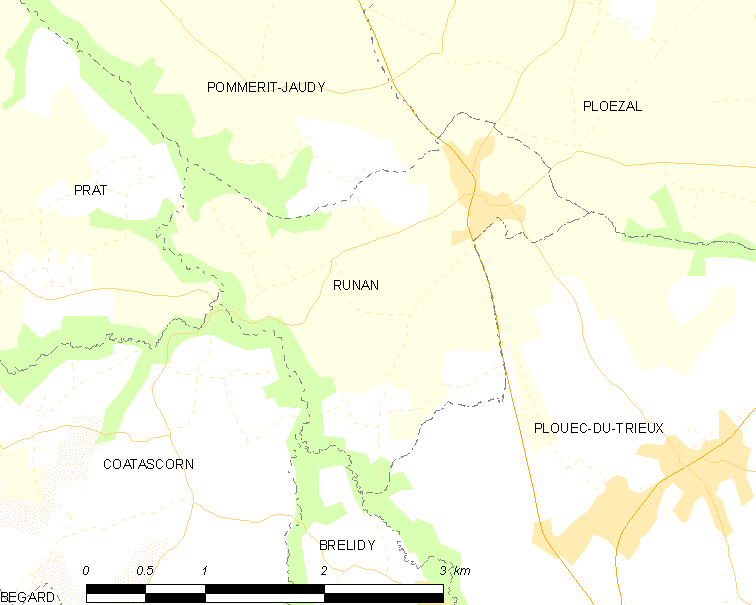
的OSM定位图

吕南的时区为UTC+01:00、UTC+02:00（夏令时）。

## 行政
吕南的邮政编码为22260，INSEE市镇编码为22269。

## 政治
吕南所属的省级选区为贝加尔县。

## 人口

1962-2008年间人口变化图示

吕南于2022年1月1日时的人口数量为253人。